# Winfried Haunerland
Winfried Haunerland (* 29. März 1956 in Essen; † 2. August 2023 in München) war ein deutscher römisch-katholischer Priester, Theologe, Professor für Liturgiewissenschaft an der Ludwig-Maximilians-Universität München und Direktor des Herzoglichen Georgianums.

## Leben
Nach dem Abitur am Burggymnasium Essen studierte Haunerland von 1975 bis 1980 Katholische Theologie an den Universitäten Bochum, Tübingen und München. 1982 empfing er die Priesterweihe und arbeitete anschließend als Kaplan in Wattenscheid und als Lehrer an der dortigen Märkischen Schule. Ab 1985 setzte er seine Studien in München fort und wurde mit einer Arbeit zum Missale Romanum promoviert. Es folgten Tätigkeiten in der Priesterausbildung in Essen und Bochum. Auch nach seiner Habilitation an der Universität München mit einer Schrift zur Primiz arbeitete Haunerland weiter im Bereich der Priesterbildung. 
1996 erhielt er einen Ruf auf die Professur für Liturgiewissenschaft und Sakramententheologie an der Katholisch-Theologischen Privatuniversität in Linz. 2001 folgte er einem Ruf auf die Professur für Liturgiewissenschaft an der Julius-Maximilians-Universität Würzburg. Seit diesem Jahr war er auch Berater der Deutschen Bischofskonferenz in Fragen der Liturgie.
Von 2006 bis 2023 war Winfried Haunerland Vorstands-Mitglied des Deutschen Liturgischen Instituts e. V., Trier. Durch seine Mitarbeit bei der Übersetzung liturgischer Bücher und Texte in die deutsche Sprache und seine Mitwirkung an den revidierten deutschsprachigen Ritualefaszikeln „Die Feier der Kindertaufe“ (2007) und „Die kirchliche Begräbnisfeier“ (2009) sowie am „Manuale“ zur kirchlichen Begräbnisfeier (2012) war er auch der Arbeit der Redaktion „Liturgische Bücher“ eng verbunden.
Von 2005 bis 2022 hatte Winfried Haunerland den Lehrstuhl für Liturgiewissenschaft an der Ludwig-Maximilians-Universität München inne und leitete das Herzogliche Georgianum. Er beriet das Erzbistum München und Freising als Mitglied der Diözesankommission für Liturgie und Kirchenmusik und gehört der Redaktion der Münchener Theologischen Zeitschrift (MThZ), der Fachzeitschrift der Fakultät, an. Seit November 1988 war er Mitglied der Societas Liturgica.
Winfried Haunerland engagierte sich für zahlreiche Initiativen im Heiligen Land. 2009 wurde er von Kardinal-Großmeister John Patrick Foley zum Ritter des Ritterordens vom Heiligen Grab zu Jerusalem ernannt und am 16. Mai 2009 im Hohen Dom zu Fulda durch Erzbischof Reinhard Marx, Großprior der Deutschen Statthalterei, in die Deutsche Statthalterei investiert. Von 2011 bis 2017 hatte er die Verantwortung des Priors der Komturei Patrona Bavariae München inne. Seit 2017 gehörte er der Kommission Spiritualität an und war Kuratoriumsmitglied der Stiftung der Ritter und Damen der Deutschen Statthalterei im Ritterorden vom Heiligen Grab zu Jerusalem. Zudem wurde er 2017 in Nachfolge von Christoph Gregor Müller zum Geistlichen Zeremoniar der Deutschen Statthalterei des Ritterordens vom Heiligen Grab zu Jerusalem ernannt. Er war Komtur des Ordens.
Winfried Haunerland starb nach schwerer Krankheit am 2. August 2023 im Alter von 67 Jahren.

## Positionen zur Liturgie
Winfried Haunerland verteidigte die im Anschluss an das Zweite Vatikanische Konzil erneuerte Messfeier in der 1970 reformierten Form gegen ihre Kritiker. Die neue Form der Liturgie sei positiv zu bewerten, da sie zu einer viel größeren Gemeinschaftsbildung geführt habe; die Liturgie sei im Verlauf der Kirchengeschichte immer wieder verändert worden, wobei auch der Geist der jeweiligen Zeit eine Rolle gespielt habe. Dennoch sei die Liturgie nicht etwas Beliebiges, frei Abzuänderndes, sondern immer eine Sache der Kirche. Papst Benedikts Motu proprio Summorum Pontificum, mit dem die vorkonziliare Form der Messe wieder zugelassen wurde, hielt Haunerland für eine innovative Lösung, da jetzt zwei Stufen des römischen Ritus durchführbar seien. Allerdings warnte er davor, das Schreiben des Papstes dahingehend misszuverstehen, dass es dem Pfarrer nun frei stehe, mit dem alten Ritus auf seine Gemeinde missionarisch einzuwirken; vielmehr sei die außerordentliche Form nur auf ausdrücklichen Wunsch und für abgegrenzte Gruppen zu wählen.

## Schriften (Auswahl)
- Die Primiz. Studien zu ihrer Feier in der lateinischen Kirche Europas. Pustet, Regensburg 1997, ISBN 3-7917-1559-3.
- als Herausgeber, zusammen mit Otto Mittermeier, Monika Selle, Wolfgang Steck: Manifestatio Ecclesiae. Studien zu Pontifikale und bischöflicher Liturgie. Pustet, Regensburg 2004, ISBN 3-7917-1885-1.
- als Herausgeber, zusammen mit Alexander Saberschinsky, Hans G. Wirtz: Liturgie und Spiritualität. Deutsches Liturgisches Institut, Trier 2004, ISBN 3-937796-01-0.
- als Herausgeber: Mehr als Brot und Wein. Theologische Kontexte der Eucharistie. Echter, Würzburg 2005, ISBN 3-429-02699-7.
- als Herausgeber, zusammen mit Eduard Nagel: Den Glauben weitergeben. Werkbuch zur Kindertaufe. Deutsches Liturgisches Institut, Trier 2008, ISBN 978-3-937796-06-2.
- als Herausgeber, zusammen mit Jürgen Bärsch: Liturgiereform vor Ort. Zur Rezeption des Zweiten Vatikanischen Konzils in Bistum und Pfarrei. Pustet, Regensburg 2010, ISBN 978-3-7917-2250-4.
- Liturgie und Kirche. Studien zu Geschichte, Theologie und Praxis des Gottesdienstes (= Studien zur Pastoralliturgie), Pustet, Regensburg 2016, ISBN 978-3-7917-2780-6.
- Wir verkünden nicht uns selbst. Theologische Zugänge zum Weiheamt und priesterlichen Leben. EOS editions, St. Ottilien 2023, ISBN 978-3-8306-8198-4.